# Греція на зимових Олімпійських іграх 1952
Греція на зимових Олімпійських іграх 1952 в Кортіна-д'Ампеццо була представлена 3 спортсменами у 1 виді спорту.

## Спортсмени
Гірськолижний спорт
- Ангелос Лембесіс
- Антоніос Міліордіс
- Александрос Вуксінос